# Victor Linart
Victor Linart, né le 26 mai 1889 à Floreffe et mort le 23 octobre 1977 à Verneuil-sur-Avre, est un coureur cycliste belge naturalisé français. Spécialiste du demi-fond sur piste, il est quatre fois champion du monde dans les années 1920.

## Biographie
Victor Linart naît à Floreffe le 26 mai 1889. Surnommé « le sioux », il est quadruple champion du monde de demi-fond (1921, 1924, 1926 et 1927) et une quinzaine de fois champion de Belgique de cette discipline (de 1913 à 1931). Il a aussi à son actif plusieurs records derrière moto. Naturalisé Français après sa carrière de cycliste en 1937, il vit en Normandie à Verneuil-sur-Avre et y décède le 23 octobre 1977.

## Palmarès

### Championnats du monde
- Anvers 1920
  -  Médaillé d'argent du demi-fond
- Ordrup 1921
  -  Champion du monde de demi-fond
- Paris 1924
  -  Champion du monde de demi-fond
- Milan-Turin 1926
  -  Champion du monde de demi-fond
- Elberfeld 1927
  -  Champion du monde de demi-fond
- Budapest 1928
  -  Médaillé de bronze du demi-fond
- Zurich 1929
  -  Médaillé d'argent du demi-fond
- Copenhague 1931
  -  Médaillé de bronze du demi-fond

### Championnats d'Europe
- 1913
  -  Champion d'Europe de demi-fond

### Championnats de Belgique
- Champion de Belgique de demi-fond (15 fois) : 1913, 1914, 1919, 1920, 1921, 1922, 1923, 1924, 1925, 1926, 1927, 1928, 1929, 1930 et 1931

### Grand Prix
- Grand Prix d'Auteuil : 1919, 1921, 1924
- Grand Prix d’Anvers : 1919, 1923
- Grand Prix de Bordeaux : 1920 et 1924
- Roue d'Or de Buffalo : 1923, 1926
- Grand Prix du Conseil municipal : 1926
- Roue d'Or de Berlin : 1927